# Heinz Kloss
Heinz Kloss (veröffentlichte auch unter dem Pseudonym Klaus Brobst) (* 30. Oktober 1904 in Halle (Saale); † 13. Juni 1987 in Groß-Gerau) war ein deutscher Sprachwissenschaftler, der nach seiner Zeit im NS-Auslandsdienst als Spezialist für Sprachminderheiten international bekannt wurde.

## Leben
Kloss studierte an den Universitäten in Halle und Berlin Jura und Volkswirtschaft und schloss 1926 als Diplom-Volkswirt ab. Im Jahr 1929 promovierte er an der Universität Innsbruck mit einer Arbeit zum Thema Fremdsprachige Einwanderung in das französische Sprachgebiet Frankreichs vor dem Weltkrieg. Ab 1927 bis zum Ende des Zweiten Weltkriegs 1945 war Kloss im Deutschen Auslandsinstitut (DAI) in Stuttgart tätig. Von 1959 bis 1970 war Kloss Leiter der Forschungsstelle für Sprachen- und Nationalitätenfragen in Kiel, später Marburg an der Lahn. Die Forschungsstelle wurde 1971 in die Arbeitsstelle für Fragen der Mehrsprachigkeit am Institut für Deutsche Sprache in Mannheim eingegliedert, wo Kloss bis 1976 hauptamtlich und danach als freier Mitarbeiter tätig war.
Seit 1931 war Heinz Kloss mit Margarethe Koelle verheiratet. Er erkrankte 1984 an Darmkrebs.

## Werk
Ende der 1920er Jahre wechselte Kloss sein bisheriges wissenschaftliches Profil und wandte sich vor allem historischen, kulturellen und Volkstumsthemen zu. Die dabei berührten sprachlichen Aspekte trugen vorerst eher mittelbaren Charakter. 

### Tätigkeit am Deutschen Auslandsinstitut
In seiner Position im DAI wirkte er ab 1936 als Verfechter einer, der nationalsozialistischen Ideologie entspringenden Volkstumspolitik. Sie war damit ein Instrument zur Verbreitung der NS-Weltanschauung, die zum Aufbau sogenannter „5. Kolonnen“ durch das NS-Regime genutzt wurde und bewusst nationale Gefühle sowie Traditionen missbrauchte. Nach 1936 nahmen große Teile von Koss’schen Wirkens nachrichtendienstlichen Charakter an. Befördert wurde er dabei durch den Leiter des Deutschen Auslandsinstituts Karl Strölin, der sich für dieses Vorgehen seiner Organisation im Ausland bei Adolf Hitler persönlich die Bestätigung einholte. Mitglied der NSDAP wurde Kloss 1941. Mehr und mehr widersetzten sich die Führungsspitzen der deutschamerikanischen Community diesem Vorgehen und signalisierten, einen Missbrauch ihrer Organisation nicht zuzulassen. Als sich sein Agieren mit diesen Zielstellungen in den USA als nicht erfolgversprechend erwies, wurde Kloss Anfang 1943 zum Kriegsdienst einberufen. In der Wehrmacht war er als Sanitäter und Dolmetscher im besetzten Frankreich und Italien eingesetzt. In den letzten Jahren vor dem Zusammenbruch des „Dritten Reiches“ positionierte er sich mit seinen Publikationen zunehmend auf rassistischen und judenfeindlichen Themengebieten.
Kloss war „einer der führenden Sprach- und Volkstumspolitiker im NS“. Weit über die Zeit des Nationalsozialismus hinaus vertrat er die Blut-und-Boden-Ideologie; sein Ziel war es, volksdeutsche Gruppierungen „sprachideologisch zu stärken“. Vor allem missbrauchte er das Interesse ausgewählter Minderheiten für nationalsozialistische Eroberungspläne und die Infiltration deren Denkhaltung. Diese Instrumentalisierung war für Kloss über viele Jahre nach 1938 Bestandteil seiner Finanzierung am Auslandsinstitut. Unter anderem verfasste er 1940 eine Propagandabroschüre unter dem Titel Brüder vor den Toren des Reiches. Vom volksdeutschen Schicksal und 1944 ein als „nur für den Dienstgebrauch“ oder „vertrauliche Schriftenreihe Übersee“ bezeichnetes 137-seitiges Handbuch über Statistik, Presse und Organisationen des Judentums in den Vereinigten Staaten und Kanada, das zusammen mit seiner Assistentin Katharina Reimann herausgegeben wurde. Ein weiteres gemeinsames Buch mit dem Arbeitstitel Von Auftrag und Ordnung der Völker blieb unveröffentlicht.

### Am Institut für Auslandsbeziehungen
Nach der Neueröffnung des Instituts für Auslandsbeziehungen war er dort zwischen 1953 und 1959 wieder als Abteilungsleiter tätig. Vom 27. März bis 19. Juni 1956 bereiste er die Vereinigten Staaten. Er weilte dort im Rahmen des Exchange of Leaders’ Program des US-Außenministeriums, in dessen Auftrag der US-amerikanische Ausbildungsrat American Council on Education (ACE) ihn während seines Aufenthaltes großzügig betreute. Sein hauptsächliches Arbeitsvorhaben waren Beobachtungen über den Fremdsprachenunterricht an den US-Grundschulen. Stationen der Rundreise waren New York, Detroit, Madison (Wisconsin), St. Louis, Los Angeles, Santa Fe, Lubbock (Texas), Holland (Michigan) und North Newton (Kansas) mit Vorträgen zur Geschichte des Fremdsprachenunterrichts an den amerikanischen Grundschulen und Bemühungen um Städtepartnerschaften.

## Rezeption
Erst spät in seiner Karriere wurde Kloss in der allgemeinen Sprachwissenschaft und Sprachsoziologie bekannt. Er prägte die Begriffe Ausbausprache, Abstandsprache und Dachsprache, um dialektale Varietäten zu klassifizieren und zu beschreiben, inwieweit sie unter sprachpolitischen Aspekten als ethnische Identitätsressource nutzbar sind. Auch der Begriff plurizentrische Sprache geht auf Kloss zurück. Heute sind diese Begriffe feste Bestandteile der Sprachwissenschaft, die unter anderem in der Soziolinguistik und Sprachsoziologie verwendet werden.

## Werke
- Abstand languages and ausbau languages. In: Anthropological Linguistics 35(1), 1983, S. 158–170.
- Bilingualism and nationalism. In: Journal of Social Issues 23(2), 1967, S. 39–47.
- Abstand languages and Ausbau languages. In: Anthropological Linguistics 9(7), 1967, S. 29–41.
- Grundfragen der Ethnopolitik im 20. Jahrhundert. Die Sprachgemeinschaften zwischen Recht und Gewalt. Verlagsgemeinschaft Wilhelm Braunmüller und Wissenschaftliches Archiv, Wien / Stuttgart / Bad Godesberg 1969 (Im Literaturverzeichnis werden viele Arbeiten von Heinz Kloss ab 1929 genannt).
- Die Entwicklung neuer germanischer Kultursprachen seit 1800. In: Sprache der Gegenwart. Schriften des Instituts für Deutsche Sprache in Mannheim. 2., erweiterte Auflage. Band 37. Pädagogischer Verlag Schwann, Düsseldorf 1978, ISBN 3-590-15637-6. 1. Auflage von 1952.
- Deutsch in der Begegnung mit anderen Sprachen: im Fremdsprachen-Wettbewerb, als Muttersprache in Übersee, als Bildungsbarriere für Gastarbeiter. Beiträge zur Soziologie der Sprachen. In: Forschungsberichte des Instituts für deutsche Sprache. 20 (= Arbeitsstelle für Mehrsprachigkeit am IdS). Band 1. Narr, Tübingen 1974, ISBN 3-87808-620-2.
- Abstandsprachen und Ausbausprachen. In: Joachim Göschel, Norbert Nail, Gaston Van der Elst (Hrsg.): Zur Theorie des Dialekts. Aufsätze aus 100 Jahren Forschung. Mit biographischen Angaben zu den Autoren. Wiesbaden 1976 (ZDL, Beihefte, Neue Folge, 16), S. 301–322.
- Statistik, Presse und Organisation des Judentums in den Vereinigten Staaten und Kanada. Publikationsstelle Stuttgart 1944.
- Statistisches Handbuch der Volksdeutschen in Übersee. Publikationsstelle Stuttgart 1943.
- Vorschläge für die sippenkundliche Erfassung der reichsdeutschen Amerikaeinwanderer des 19. Jahrhunderts. Deutsches Auslands Institut Stuttgart, 1940.
- Das Volksgruppenrecht in den Vereinigten Staaten von Amerika. Zweibändige Ausgabe. Essener Verlagsanstalt 1940.
- Deutsche vor den Toren des Reiches. Hrsg. vom Oberkommando der Wehrmacht, Abteilung Inland, Berlin 1940.
- Über die mittelbare kartographische Erfassung der jüngsten deutschen Volksinsel in den Vereinigten Staaten. Deutsches Archiv für Landes- und Volksforschung 1939.
- Um die Einigung des Deutschamerikanertums. Volk und Reich Verlag Berlin 1937.